# オモシロガールズ
オモシロガールズは、北海道文化放送（UHB）開局25周年記念企画として結成されたユニットである。

## メンバー
入社年と退社年はUHBの在籍期間を表したものである。
- 高田英子 - 1993年入社、2001年退社。現在はフリーアナウンサー。
- 丸岡いずみ - 1994年入社、1999年退社。元日本テレビ報道局記者・キャスター。
- 千葉朱里 - 1996年入社、2005年退社。
- 竹中美彩 - 1998年入社、2006年退社。

## 経歴

### 結成から解散まで
1997年4月に北海道文化放送（UHB）は開局25周年を迎えるにあたり、キャンペーン期間限定のユニットとして、1997年1月に結成された。この年のキャッチフレーズ「おもしろ万年」であり、これがユニット名の由来である。
キャンペーンにあわせてオモシロガールズが歌うキャンペーンソング『おもしろ万年』と『ずっとそばに、いたいから』もつくられた。これはUHBのオープニングとクロージングで使用されただけではなく「Go!Go!25周年」のCMもにも起用された。この曲は300枚限定でシングルCD化され、1997年4月13日に、札幌三越デパートで握手会を兼ねたチャリティー販売イベントを行った。そこには長蛇の列ができ、わずか10分でCDが無くなるほどであった。
1998年1月、UHBはキャッチコピーを「おもしろ万年堂」とし、オモシロガールズは解散。解散にあたりCMも作られた。しかし、オモシロガールズの人気は依然として高く、解散したにもかかわらず、その年のさっぽろ雪祭りで一回限りのコンサートを行った（振付は土居甫が担当）。
1999年に入り、丸岡がメンバーから離れ、代わりに竹中美彩アナが加入し、ユニット名は「オモシロガールズ2」となった。丸岡は1999年9月にUHBを退社した。その後、当時のUHBのキャッチフレーズである「ともだっちUHB」を受けて「ともだっちがーるず」に改名するも、定着せずに半年で終了した。

### その後
- オモシロガールの丸岡と、オモシロガール2の竹中は、同時期にユニットで活動したことはないが、偶然にも他局の『情報ライブ ミヤネ屋』に、2人とも出演することになった。ただし、『ミヤネ屋』でも同時出演はなし。